# Billy Jayne
William (Billy) Jayne (Flushing, New York, VS, 10 april 1969) is een Amerikaans acteur, die al op 8-jarige leeftijd debuteerde in de televisiefilm The Horrible Honchos.
Jayne is ook bekend als William Jacoby.
Jayne speelde onder meer gastrollen in The A-Team, 21 Jump Street en Walker, Texas Ranger.
Hij is getrouwd met actrice April Wayne en heeft 3 zonen.
De laatste jaren is hij veel te zien in commercials.

## Filmografie
- The Bernie Mac Show televisieserie - Coach (Afl., Eye of the Tiger, 2003)
- The Crew (2000) - Young Tony 'Mouth' Donato
- Road Kill (1999) - Lars
- Charmed televisieserie - Billy Waters (Afl., The Wendigo, 1999)
- Extreme Ghostbusters televisieserie - Rol onbekend (Stem, afl., Bird of Prey, 1997)
- Breaking Through (televisiefilm, 1996) - Mike
- Walker, Texas Ranger televisieserie - Derek Malloy (Afl., Flashpoint, 1996)
- Murder One televisieserie - Billy McBride (Afl., Chapter Five, 1995)
- Spring Fling! (televisiefilm, 1995) - Rol onbekend
- Parker Lewis Can't Lose televisieserie - Mikey Randall (3 afl., 2 keer 1990, 1991)
- The Girl with the Crazy Brother (televisiefilm, 1990) - Bill McCallister
- The Young Riders televisieserie - Rol onbekend (Afl., Ten-Cent Hero, 1989)
- Dr. Alien (1989) - Wesley Littlejohn
- The 'Burbs (1989) - Voice-over acteur (Stem)
- The Charmings televisieserie - Al (Afl., The Charmings Get Robbed, 1988)
- Party Camp (1987) - D.A.
- 21 Jump Street televisieserie - Rol onbekend (Afl., America, What a Town, 1987)
- Lazer Tag Academy televisieserie - Tom Jaren (Stem, 1986)
- The B.R.A.T. Patrol (televisiefilm, 1986) - Whittle
- The Wizard televisieserie - Jack Craig (Afl., El Dorado, 1986)
- The A-Team televisieserie - Jeffery (Afl., The Trouble with Harry, 1986)
- Silver Spoons televisieserie - Brad (Afl. onbekend, 1985-1986)
- The Golden Girls televisieserie - David (Afl., On Golden Girls, 1985)
- Just One of the Guys (1985) - Buddy Griffith
- Highway to Heaven televisieserie - Brad Gaines (Afl., Dust Child, 1984)
- Tales from the Darkside televisieserie - Petey Coombs (Afl., The New Man, 1984)
- Reckless (1984) - David Prescott
- It's Not Easy televisieserie - Matthew Townsend (1983)
- The Puppy's Further Adventures televisieserie - Peter the Puppy (Stem, 1983)
- The A-Team televisieserie - Nicky (Afl., The Out-of-Towners, 1983)
- Scooby-Doo and Scrappy-Doo televisieserie - Additionele stemmen (Afl. onbekend, stem, 1979-1983)
- Nightmares (1983) - Zock Maxwell (segment 'Bishop of Battle')
- Cujo (1983) - Brett Camber
- Man, Woman and Child (1983) - Davey Ackerman
- ABC Weekend Specials televisieserie - Bill Slocum (Afl., Red Room Riddle, 1983)
- Superstition (1982) - Justin Leahy
- The Beastmaster (1982) - Young Dar
- Puff and the Incredible Mr. Nobody (televisiefilm, 1982) - Additionele stemmen (Stem)
- Hospital Massacre (1982) - Young Harold
- Working (televisiefilm, 1982) - Newsboy
- The Scooby and Scrappy-Doo Puppy Hour televisieserie - Petey the Puppy (Stem, 1982)
- Maggie televisieserie - Mark Weston (Afl. onbekend, 1981-1982)
- Murder in Texas (televisiefilm, 1981) - Mel Kurth
- Bloody Birthday (1981) - Curtis Taylor
- Crazy Times (televisiefilm, 1981) - Older Boy
- Back Roads (1981) - The Boy Thief
- Hart to Hart televisieserie - Herbie Geller (Afl., Hart-Shaped Murder, 1981)
- Notorious Jumping Frog of Calaveras County (televisiefilm, 1981) - Jimmy Smiley
- Disneyland televisieserie - David Williams (Afl., The Ghosts of Buxley Hall: Part 1 & 2, 1980)
- The Ghosts of Buxley Hall (televisiefilm, 1980) - David Williams
- Angel on My Shoulder (televisiefilm, 1980) - Joe Navotny
- Galactica 1980 televisieserie - Tucker (Afl., Galactica Discovers Earth: Part 3, 1980)
- The Bad News Bears televisieserie - Rudi Stein (1979-1980)
- How to Eat Like a Child (televisiefilm, 1980) - Rol onbekend
- The Runner Stumbles (1979) - James
- Little Lulu (televisiefilm, 1978) - Alvin
- The Horrible Honchos (televisiefilm, 1977) - Ivan

- Biblioteca Nacional de España: XX4935750
- Bibliothèque nationale de France: cb141896638 (data)
- International Standard Name Identifier: 0000 0001 1605 4431
- Library of Congress Control Number: no99087131
- Virtual International Authority File: 21784852
- WorldCat: E39PBJgCGdwbFJWJR8CqjbTbVC